# Genkaku Picasso
Genkaku Picasso (幻覚ピカソ?) è un manga di tre volumi ideato da Usamaru Furuya, un mangaka con un passato da disegnatore di dōjinshi. È stato serializzato all'interno della rivista Jump Square della Shūeisha, mentre i tankōbon sono stati pubblicati tra il 2009 e il 2010. Il manga è stato pubblicato grazie a Viz Media anche in lingua inglese all'interno dell'edizione americana di Shonen Jump.

## Trama
Il protagonista è Hikari Hamura, uno studente liceale di 16 anni soprannominato "Picasso" per la sua abilità nel disegno. Egli è un ragazzo introverso con una sola amica, Chiaki Yamamoto, morta in seguito a un incidente e tornata sulla Terra sotto forma di angelo custode di Hikari. Lo stesso Hikari è sopravvissuto all'incidente che coinvolse Chiaki, e secondo quest'ultima, egli deve, attraverso il suo talento nelle arti, aiutare le persone in cerca di aiuto creando un quadro che simboleggi il problema delle stesse, entrarvi e scovare la possibile soluzione.